# Batterie de Bouviers
La batterie de Bouviers, située sur la commune de Guyancourt dans les Yvelines, est une ancienne batterie militaire construite en 1879 et occupée par l'armée jusqu’en 1932. À partir de 1933, elle est louée à la société Hispano-Suiza qui l'utilise comme usine et construit à sa périphérie des bâtiments industriels.
La société Hispano-Suiza quittera le site en 1993. Après avoir été achetée au ministère de la Défense en 1999, la batterie a été transformée en 2006 en équipement culturel musical. Sur les cinq hectares de terrain situés autour de la batterie des immeubles de bureaux ont été construits en 2009 et une école municipale de musique a ouvert ses portes au public en septembre 2010.

## Historique
En 1870, la France est en partie occupée par les armées prussiennes. À la suite de cette défaite, est mis en place le système Séré de Rivières dans le cadre duquel sont construites des fortifications pour défendre Paris. Au total, ce sont 18 forts, 5 redoutes et 34 batteries qui ont été construits entre 1874 et 1881.

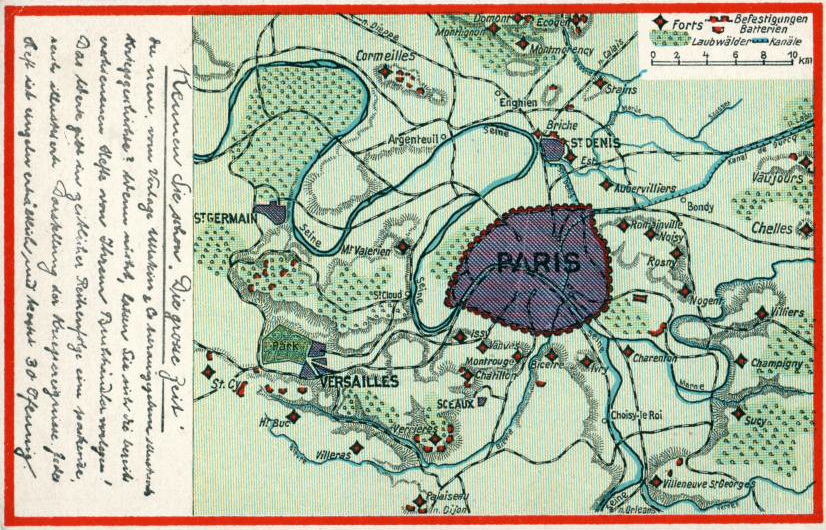
Carte postale allemande antérieure à la guerre de 1914-18, montrant l'ensemble du système défensif du camp retranché de Paris

C'est dans ce cadre que la batterie de Bouviers est construite entre 1877 et 1879 à proximité du hameau de Bouviers dans la ville de Guyancourt. Aujourd'hui, du fait de la création dans les années 1980 d'un nouveau quartier plus proche de la batterie, celle-ci appartient au quartier des Saules.
La batterie de Bouviers fait partie d'un ensemble composé de deux forts, le fort de Villeras situé à  Saclay et le Fort du Haut-Buc, avec cinq ouvrages périphériques : la batterie de la Porte du Désert aujourd'hui détruite, la batterie de la station de St-Cyr en partie détruite, la batterie du Ravin de Bouviers, l'Ouvrage des Docks, et la batterie de Bouviers.
La batterie du Ravin de Bouviers est de dimension très modeste, c'est pourquoi cette batterie était aussi appelée redoute. De cette double dénomination (batterie/redoute) et de la similitude de nom entre la « batterie de Bouviers » et la « batterie/redoute du Ravin de Bouviers » est née la confusion de dénommer la batterie de Bouviers : Redoute de Bouviers, cette dernière dénomination étant inexacte.
La stratégie présidant aux critères d'implantation des forts, batteries et redoutes, était celle de feux croisés interdisant le passage de troupes adverses entre les différents ouvrages. Ces constructions, prétendues inexpugnables, étaient difficiles à repérer. Mais l'évolution des technologies militaires, avec la mélinite, l'obus torpille et la poudre B sans fumée, va rendre obsolètes ces dispositifs de défense, à peine ceux-ci achevés.

### Descriptif architectural

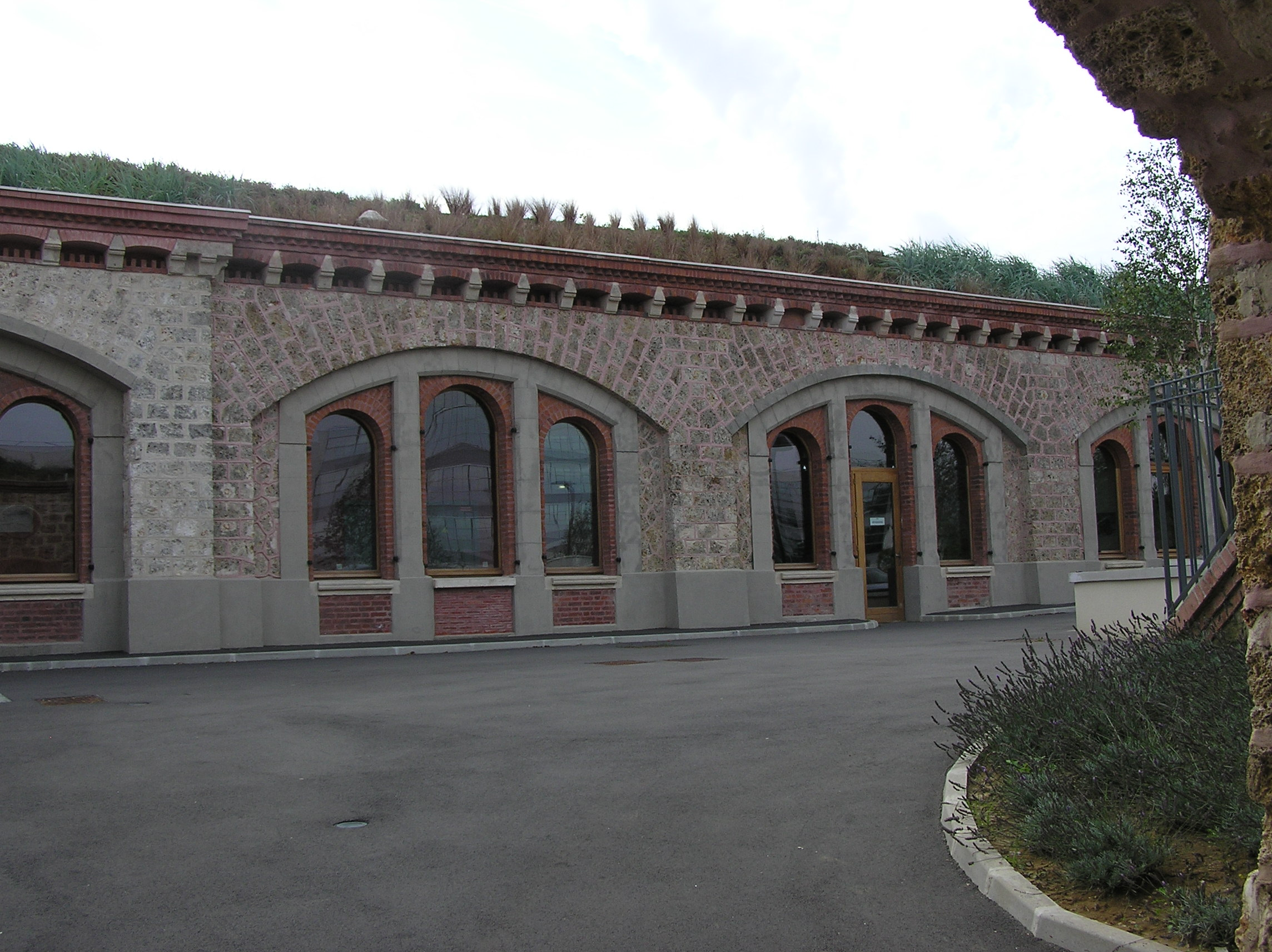
L'entrée des casemates (2007)

Le bâtiment principal dit « caserne sous le parados » constitue un remarquable exemple d’architecture militaire de la fin du XIXe siècle. L’ensemble est constitué d’une juxtaposition de cellules longitudinales mono-orientées en façade nord-est et dotées de voûtes architectoniques, doublées à l’arrière d’un vaste volume sans aucune ouverture.
Les matériaux utilisés sont la pierre calcaire, la pierre meulière et la brique. La composition modulaire de la façade, ses modénatures et dessins de menuiserie sont des éléments qualitatifs. Le bâtiment d’accès, dit « de la gorge », et situé en vis-à-vis du bâtiment principal, présente une façade nord-est de qualité, dotée de diverses modénatures de pierres calcaire, de meulière et de brique, ainsi qu’une façade arrière plus modeste en meulière et en brique. Quelques éléments en béton ont été rajoutés après la construction de 1879, ces rajouts ont été conservés lors de la réhabilitation de l'année 2006.

### La Batterie militaire

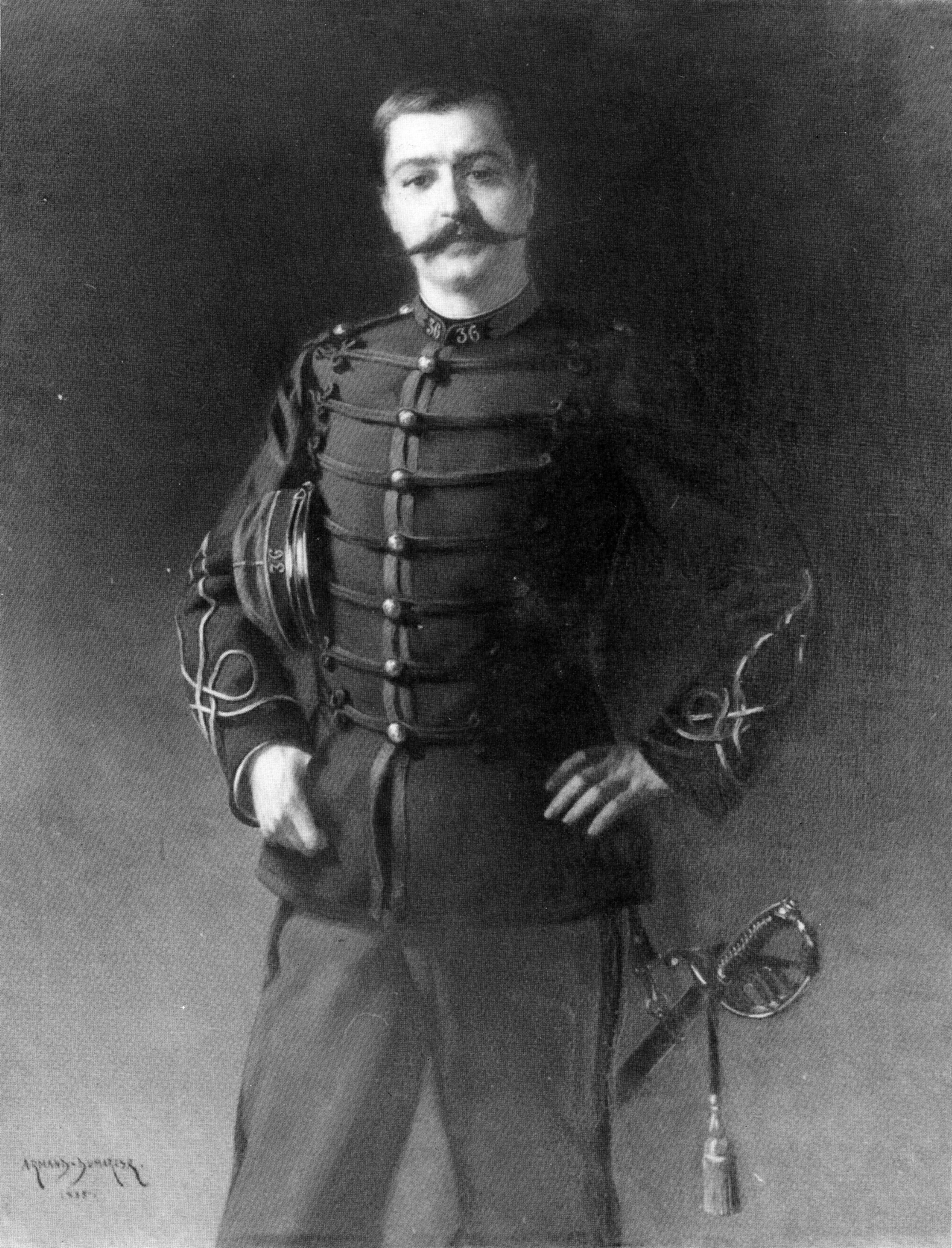
Roland Bonaparte sous-lieutenant de la batterie de Bouviers

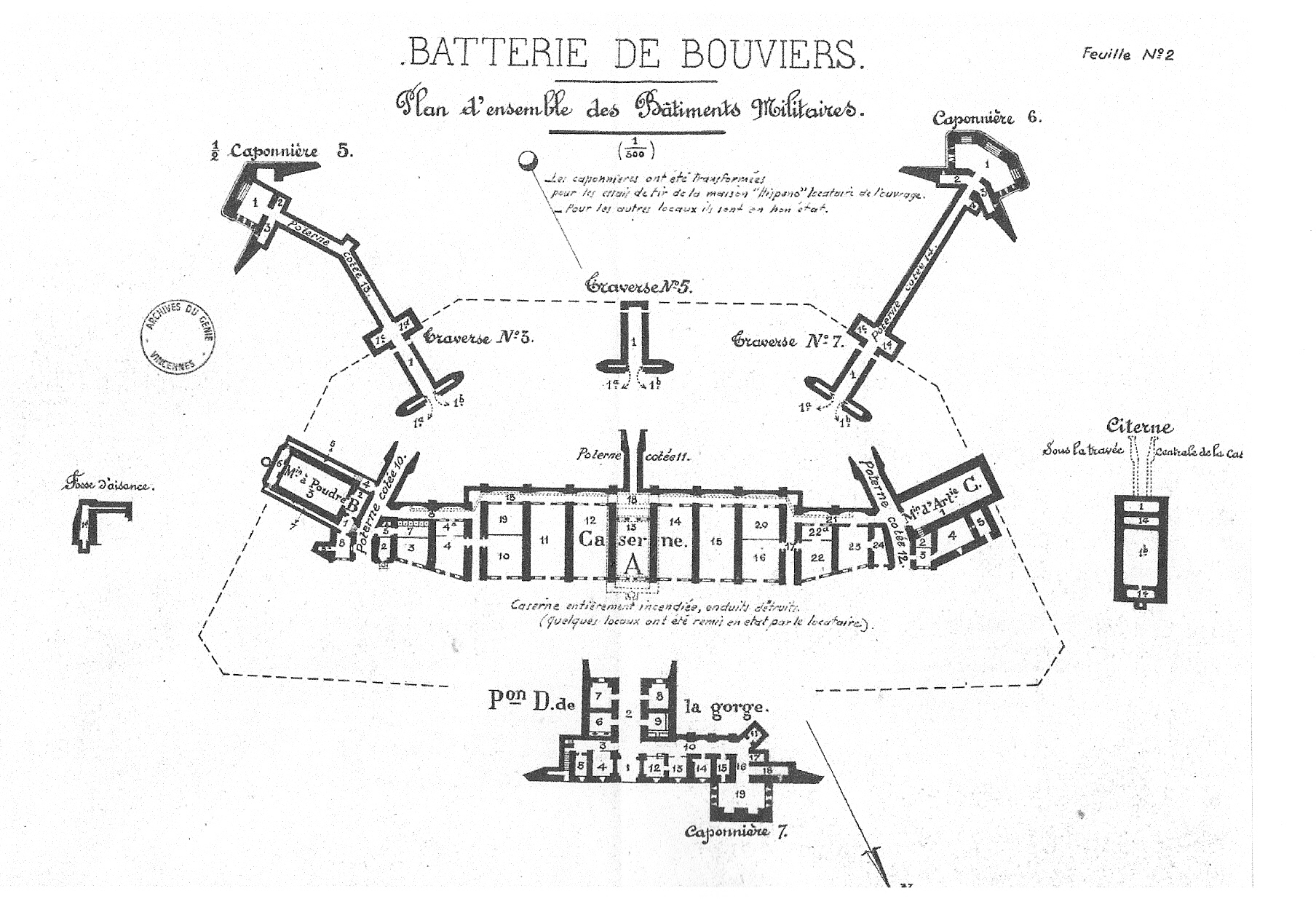
Plan d'ensemble de la batterie de Bouviers (1880)

La partie centrale de la batterie de Bouviers est constituée de pièces rectangulaires de 6 m × 15 m, voûtées, séparées les unes des autres par des piédroits de 1,5 m à 2 m d'épaisseur, ce sont les casemates. L’importance de ces ouvrages s’explique par le fait que chaque voûte était auto-stable par rapport aux autres, ceci évitait l'effondrement de toutes les casemates en cas de destruction de l'une d'entre elles. Les casemates étaient recouvertes d'une couche de terre pouvant atteindre jusqu'à cinq mètres d'épaisseur, cette terre était celle extraite des douves entourant une partie de la redoute à laquelle on devait accéder par un pont. Les casernements étaient desservis, à l'arrière, par un couloir. Les portes et fenêtres donnant sur l'extérieur étaient munies de volets blindés de type persiennes, qui offraient une certaine protection contre les éclats d'obus, tout en procurant un peu d'éclairage. Les fixations de ces volets sont toujours en place.
À l'entrée de la batterie, il est inscrit sur le fronton sa dénomination « Batterie de Bouviers », sa date de construction « 1879 » et, sur la pierre de la clef de voûte, un mortier est sculpté.
Le prince Roland Bonaparte, bien sorti de l’École spéciale militaire de Saint-Cyr dans la promotion de Novi-Bazar (1877-1879), il sert comme sous-lieutenant dans l’infanterie. Le Prince résida à Guyancourt vers 1880 en tant que sous-lieutenant, au 36e régiment d’infanterie, de la batterie de Bouviers .
Les eaux de pluie étaient récupérées par des canalisations noyées dans la pierre, ces eaux étaient par la suite stockées dans des cuves situées sous la redoute. La batterie de Bouviers permettait d'accueillir plus de deux cents soldats et dix-neuf pièces d'artillerie.
Avec l'invention de l'obus torpille et la mise au point des obus à mélinite, les fortifications en pierre devinrent obsolètes. Les forts et les batteries proches des frontières furent modifiés, pour tenir compte de ces évolutions. Par contre, les fortifications situées autour de Paris, ne furent pas renforcées certainement par manque de moyens financiers.

### L'époque Hispano-Suiza

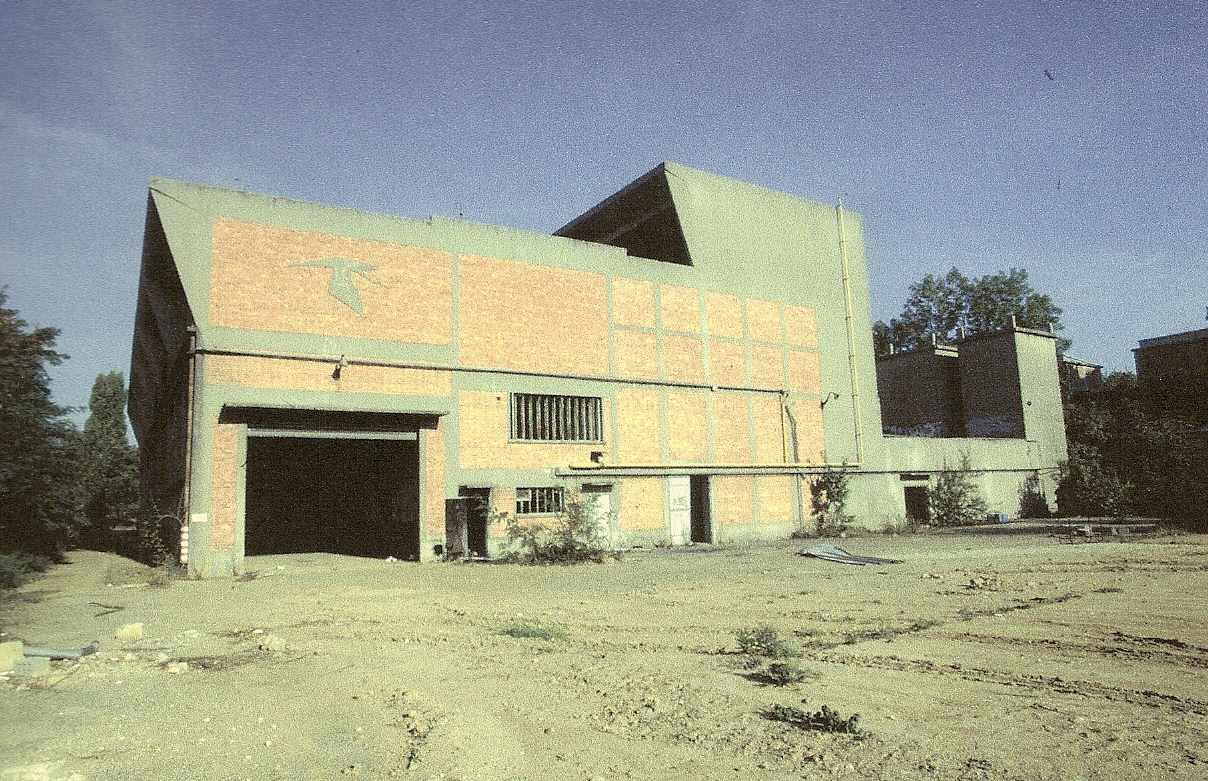
Bâtiment Hispano vers l'an 2000

La batterie est occupée par les militaires jusqu’en 1932, puis le fort fut loué à partir de 1933, à la société Hispano-Suiza qui utilisera la batterie et construira à sa périphérie de nombreux bâtiments industriels. Hispano y fabriquait des munitions et procédait à des essais de moteurs et de canons. Au début de la Seconde Guerre mondiale, la batterie de Bouviers est bombardée, la fabrication des munitions est envoyée en Charente. Après la guerre, seules les activités de conception et d’essais moteurs, bancs réacteurs, compresseurs et turbines (notamment celles destinées au Transsibérien reliant Moscou à Vladivostok) restèrent à Guyancourt. Puis la société Hispano-Suiza ferma cette usine en 1993. Le site fut acheté en 1999 au ministère de la Défense.

#### Une cohabitation conflictuelle
Dès le début les relations entre Hispano-Suiza et la municipalité de Guyancourt sont conflictuelles. À la suite de l'enquête ouverte par le préfet en vue de l’installation d’Hispano-Suiza à Bouviers, le conseil municipal exprime sa protestation et donne un avis défavorable le 17 septembre 1933. « L’établissement sera une cause de troubles et d’ennuis pour les habitants qui verront leur tranquillité et leur sécurité compromises. La société Hispano-Suiza a dû quitter sa localisation précédente en raison de plaintes des habitants » . En effet les habitants situés à la périphérie de l'usine de Bois-Colombes subissent des nuisances sonores en raison des essais de tirs quotidien des armes. Mais Hispano-Suiza s'installe, sans attendre l'avis de la commune.
Tout au long du siècle, les réclamations des Guyancourtois se répètent. Ainsi, dans le compte rendu du conseil municipal du 30 octobre 1951, il est indiqué que le centre d’essais, qui emploie alors 120 ouvriers, ne paye pas de « taxe » à la commune mais au département « alors que c’est la population de Guyancourt qui subit tous les inconvénients (et en particulier le bruit intolérable) ».
Par ailleurs, l’entreprise occulte souvent l’existence de Guyancourt. C’est ce que révèlent les plaquettes de communication de l’entreprise : la description du lieu géographique indique souvent « Bouviers près de Saint-Cyr ». Pourtant, la commune de Guyancourt profite de l’implantation de l’usine : les chemins ruraux sont remplacés par de véritables routes, aménagées pour un déplacement plus aisé et plus rapide des hommes et des produits. Mais pour la commune, les avantages économiques restent limités avec des nuisances nombreuses à supporter (bruits, fumées, pollutions). Enfin la municipalité a peu de marges de manœuvre pour changer cette situation.

### Documents et photographies

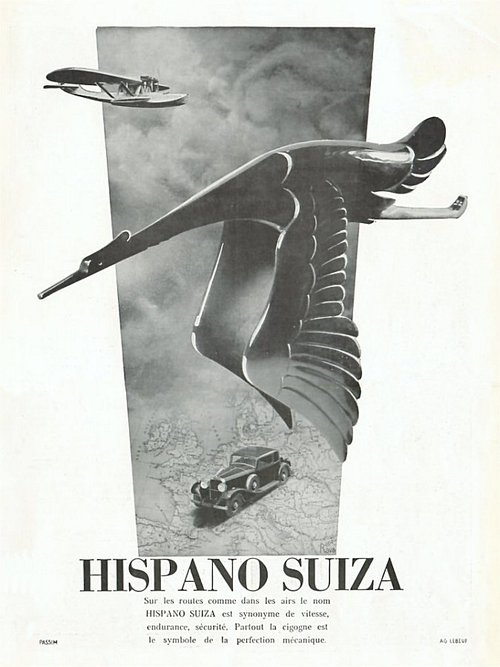
Affiche publicitaire d'Hispano-Suiza
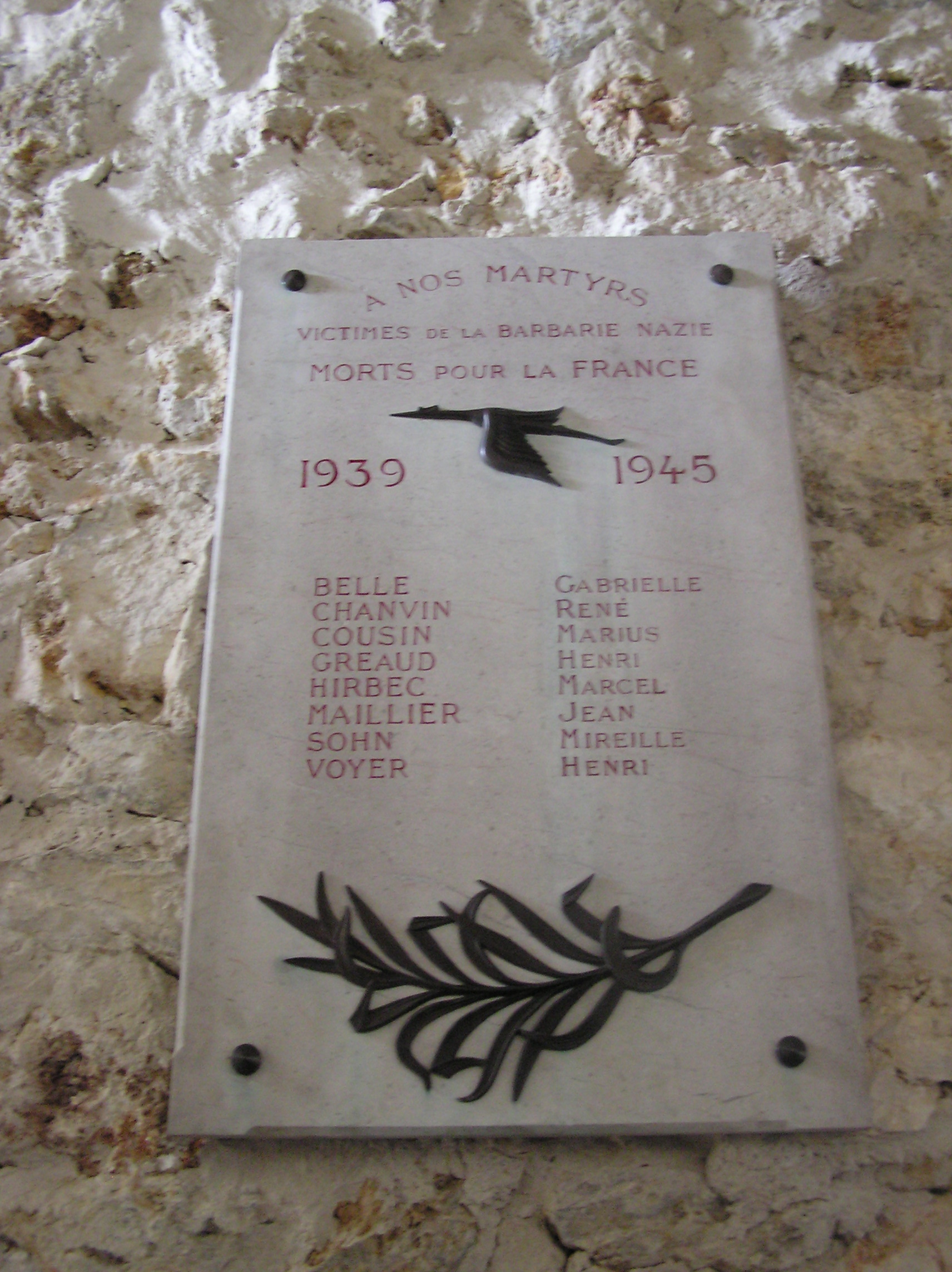
Plaque mémoriale restaurée et reposée en novembre 2007
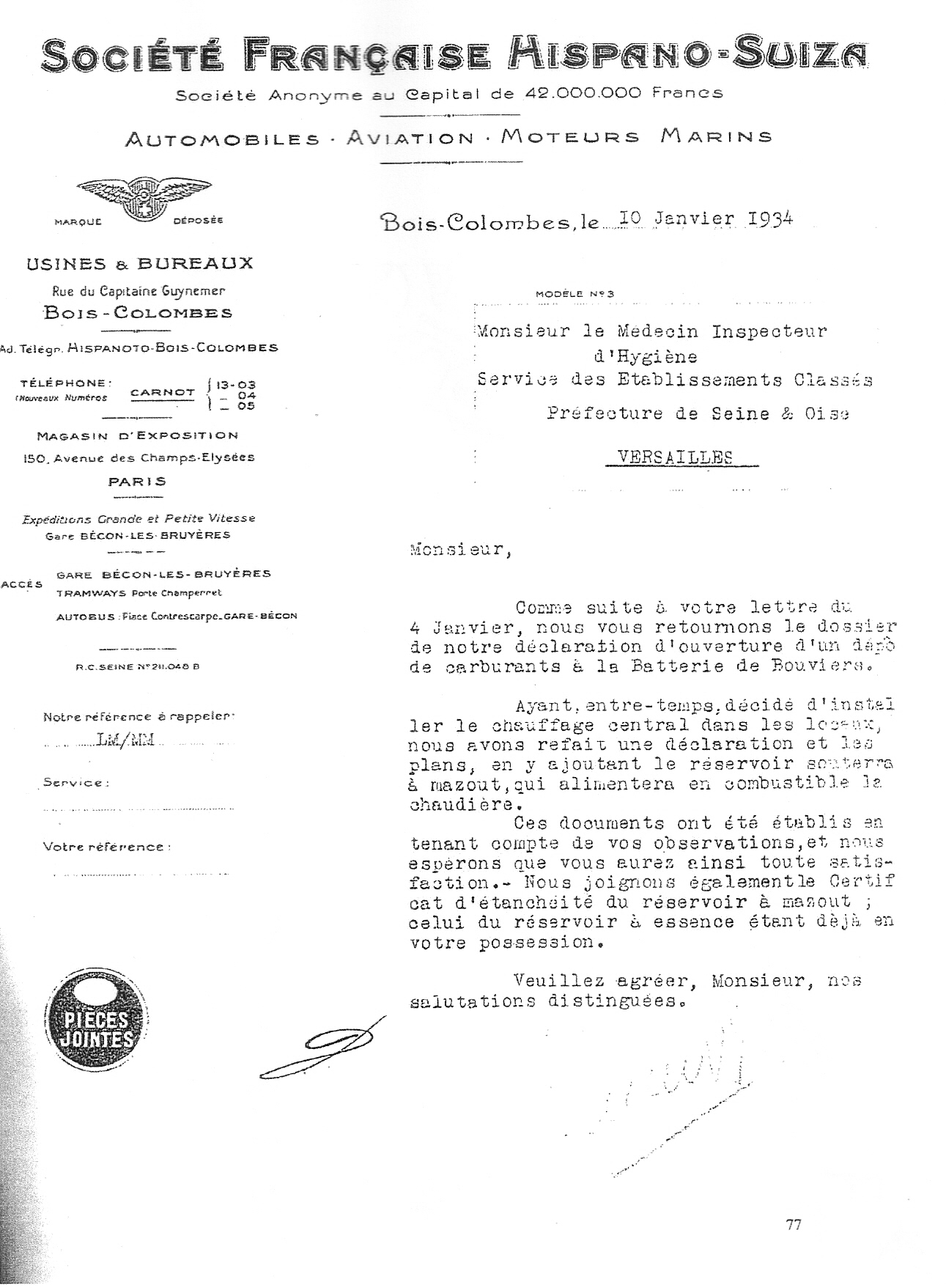
Déclaration de travaux de 1934
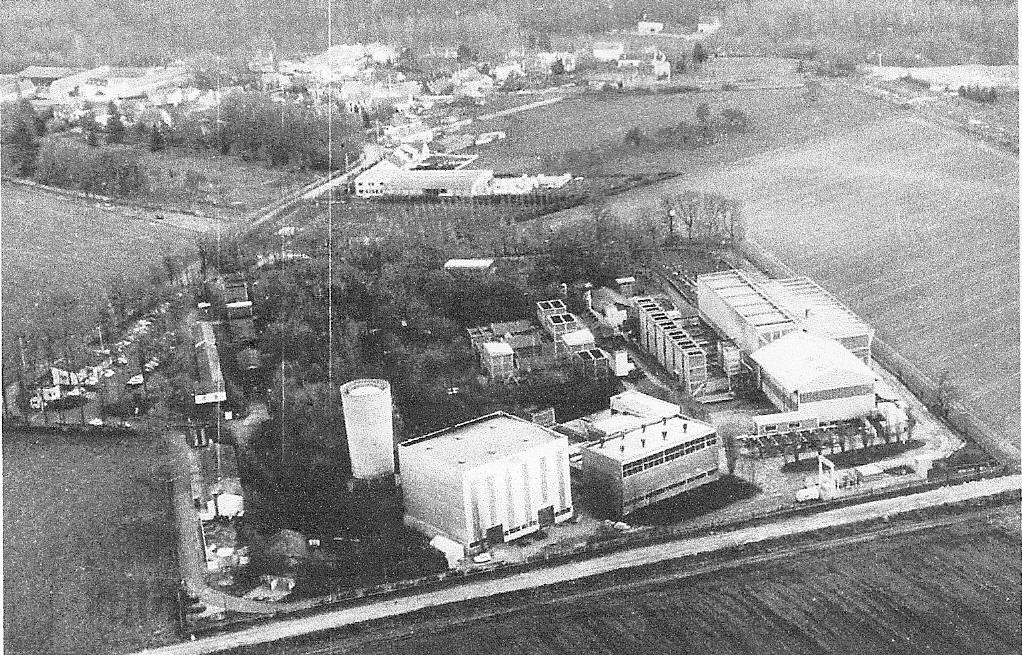
Vue du site vers 1970 avec le hameau de Bouviers en second plan

## L'époque contemporaine

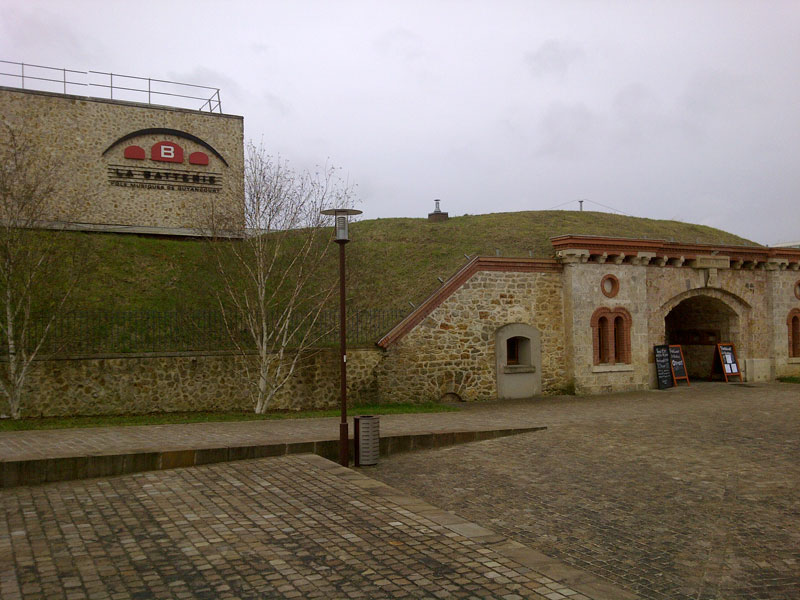
La batterie de Guyancourt (78) Rue de la Redoute 78280 Guyancourt : vue actuelle avec la salle de concert et l'entrée du restaurant.

### Le pôle musiques
La Batterie de Guyancourt est un pôle musiques municipal qui dépend de la mairie, regroupant plusieurs équipements : un auditorium, une salle de concert, trois studios de répétition dont un pour l'enregistrement et une école de musique permettant ainsi une synergie entre lieu de diffusion et lieu d'enseignement.
Ce lieu nouvelle génération est ouvert aux spectateurs, musiciens professionnels ou non. La Batterie dispose d'une équipe technique pour encadrer les artistes ou les musiciens amateurs ou en voie de professionnalisation. Ils accompagnent ainsi les musiciens en devenir au travers d'ateliers pédagogiques : du réglage de console son et lumière au travail de scénographie.
Chaque saison La Batterie organise plus de 50 concerts, entre musiques actuelles et musiques acoustiques. La Batterie propose une programmation variée passant par le rock, le metal, le reggae, le jazz, le rap, les musiques du monde, la saoul, la chanson française ou le trip-hop.
La Batterie a reçu de nombreux artistes confirmés comme Toots and the Maytals, Zebda, HocusPocus, Punish Yourself ou Disiz la Peste... Mais elle a également pour vocation de faire découvrir de nouveaux artistes avec une programmation qui précède la tendance plutôt que de la suivre.
La salle de concert de musique amplifiée de La Batterie est en capacité d'accueillir 600 personnes, son auditorium de 80 m2 possède aux alentours de 200 places.

#### L'école municipale de musique

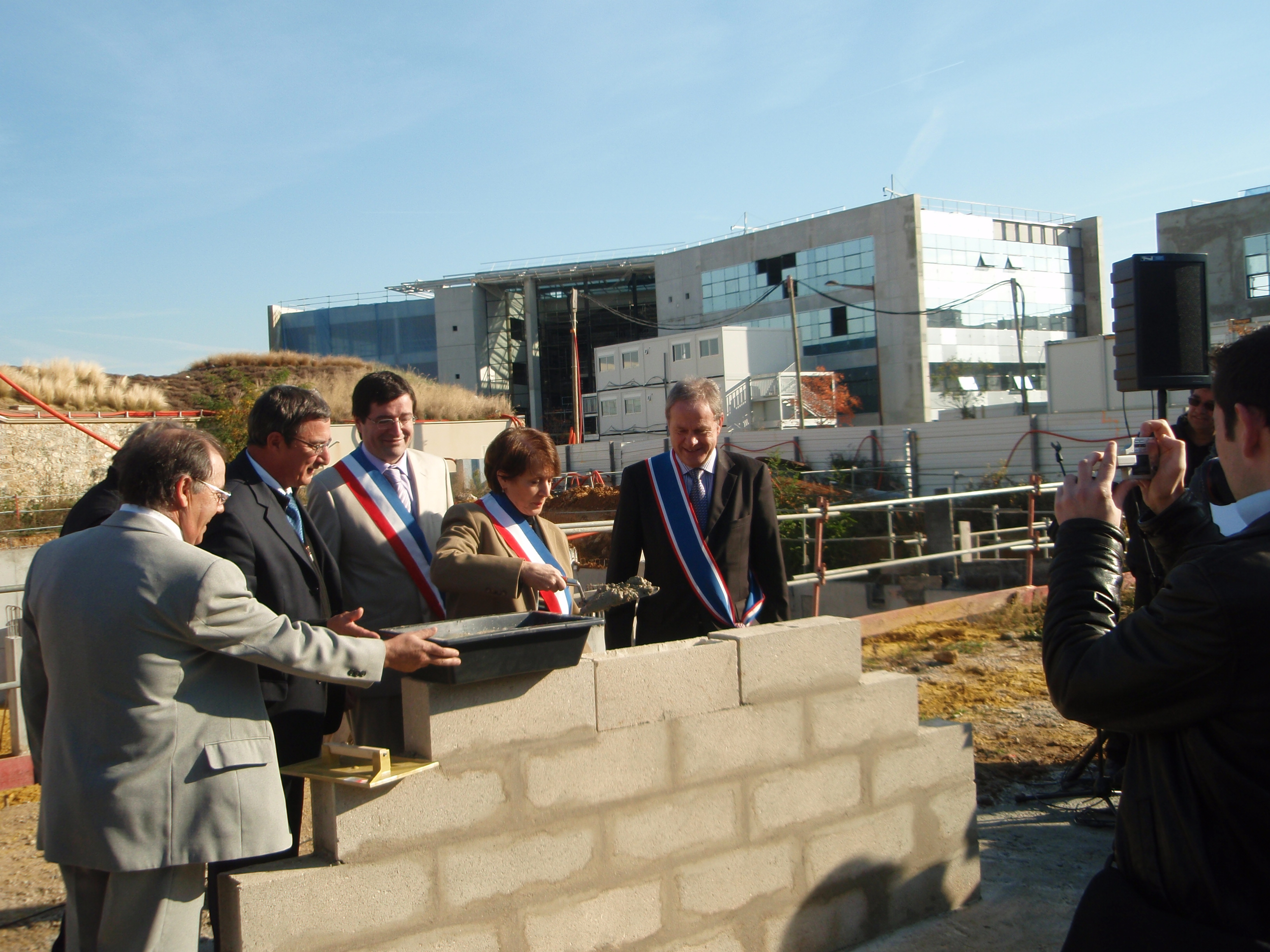
Première pierre de l'école de musique (18 octobre 2008)

La première pierre de l'école de musique a été posé le 18 octobre 2008 en présence de la sénatrice Catherine Tasca, de Robert Cadalbert président de la Communauté d'agglomération de Saint-Quentin-en-Yvelines, de François Deligné le maire de Guyancourt et de l'architecte Yann Brunel.
L'école de musique est fréquentée par environ 470 élèves et dispose d'une trentaine d'enseignants.
L'enseignement proposé vise à développer de nouvelles façons d'apprendre la musique, désormais plus ludiques, proches de l'instrument et moins dépendantes de la théorie. A travers les orchestres, les ensembles d'instruments et les concerts d'élèves, tout musicien trouvera une pratique encadrée et adaptée à son style et à son niveau.

##### Les Résidences
La Batterie accueille régulièrement des artistes en résidence de création. Dotée d'un appartement, toutes les conditions sont réunies pour favoriser le travail des musiciens et des techniciens sur l'ensemble des paramètres d'un spectacle.
L'accompagnement en résidence permet de perfectionner plusieurs éléments indispensables au bon déroulement du concert grâce au savoir-faire du personnel de La Batterie, habitué à travailler sur les plateaux : déplacements scéniques, choix de la set list ou dialogue avec le public... autant d'éléments permettant aux groupes professionnels ou amateurs de se constituer une identité propre.

###### Rénovation
La Batterie, anciennement la Batterie de Bouviers, a été rénovée en 2006 après une période d'abandon. Les architectes de cette réhabilitation sont Ivan Franic et Michel Garcin avec la collaboration de l'acousticien Maurice Auffret, les travaux étant réalisés par l'entreprise Colas. La maîtrise d'ouvrage a été assurée par la Communauté d'Agglomération de Saint-Quentin-en-Yvelines.
Ce lieu situé 1, rue de la Redoute dans le quartier des Saules à Guyancourt, s'étend sur 1 685 m2 dont 867 m2 rénovés et 818 m2 créés.

### Les nouveaux immeubles de bureaux
Les terrains des anciens bâtiments industriels permettent aujourd'hui de réaliser des immeubles de bureaux accueillant des grandes sociétés.
- Le siège de Sodexo France s'implante en mai 2009 rue de la redoute, à proximité de la batterie de Bouviers. Les travaux de construction ont commencé en octobre 2007. Ce nouveau siège social de 18 000 m2 est de Haute qualité environnementale, il est essentiellement transparent et faiblement consommateur d'énergie avec en particulier un système de récupération des eaux et des capteurs solaires. C'est une œuvre de l'architecte Jean-Paul Viguier.
- La société Malakoff Médéric, a déménagé, fin 2009, ses bureaux précédemment situés rue de la Mare de Troux, dans le centre du quartier des Saules, vers cette nouvelle extension de la zone d'activité du quartier des Chênes.

## Personnage connu
- Le prince Roland Bonaparte (1858-1924) résida à Guyancourt vers 1880 en tant que sous-lieutenant, au 36e régiment d'infanterie[6], de la batterie de Bouviers[7]. Sorti de l'École spéciale militaire de Saint-Cyr dans la promotion de Novi-Bazar (1877-1879)[8], il sert dans l'infanterie mais doit renoncer à la carrière militaire après la loi du 4 juin 1886 interdisant aux membres d'une famille ayant régné sur la France de servir dans l'armée.

## À voir

### Lectures singulières
- Prosper Mérimée, L'enlèvement de la redoute
- Victor Hugo, Les Forts